# Anolis sagrei
Espèce
Synonymes
- Norops sagrei (Duméril & Bibron, 1837)
- Norops sagrei sagrei (Duméril & Bibron, 1837)
- Dracontura catenata Gosse, 1850
- Anolis stejnegeri Barbour, 1931
- Anolis greyi Barbour, 1914
- Norops sagrei greyi (Barbour, 1914)
- Norops sagrei mayensis (Smith & Burger, 1949)

Anolis sagrei est une espèce de sauriens de la famille des Dactyloidae. En français, cette espèce est nommée Anole brun ou Anole marron.

## Répartition
Cette espèce se rencontre à Cuba, à la Jamaïque, aux îles Caïmans, au Mexique au Yucatán et au Campeche, au Belize, au Guatemala, au Honduras et au Costa Rica.
Elle a été introduite à Saint-Vincent, à la Grenade et aux États-Unis en Floride, en Géorgie, en Louisiane, en Texas et à Hawaï et récemment sur l'île de Saint-Martin et à Taïwan. L'Anole brun est massivement présent en Floride où il a tendance à faire concurrence à son cousin nord-américain, l'anolis vert, beaucoup moins fécond que lui. L'anolis sagrei est présent en Guadeloupe depuis 2023-2024 et il y menace l'espèce endémique de l'île l'anolis marmoratus.

## Description

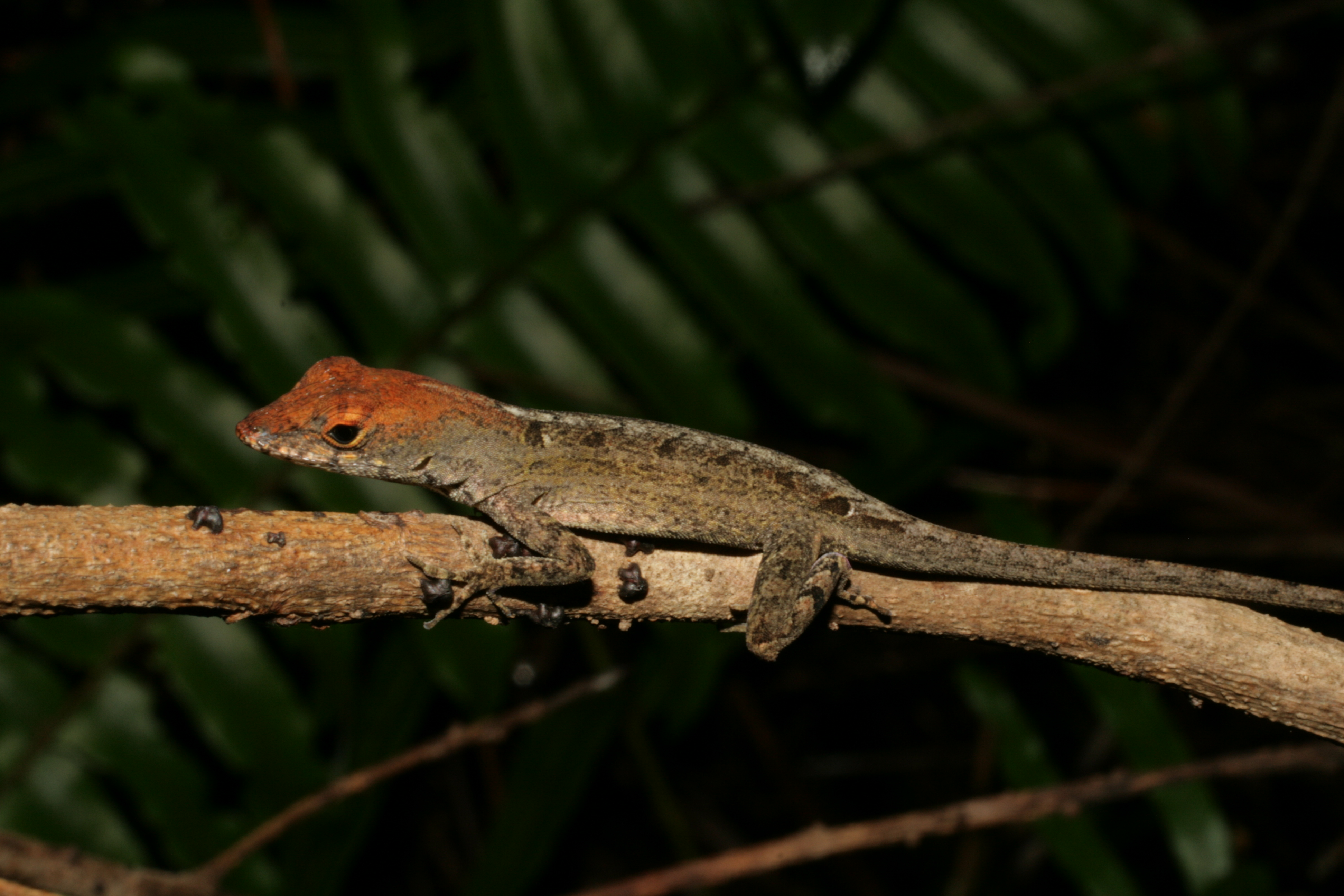
Anolis sagrei

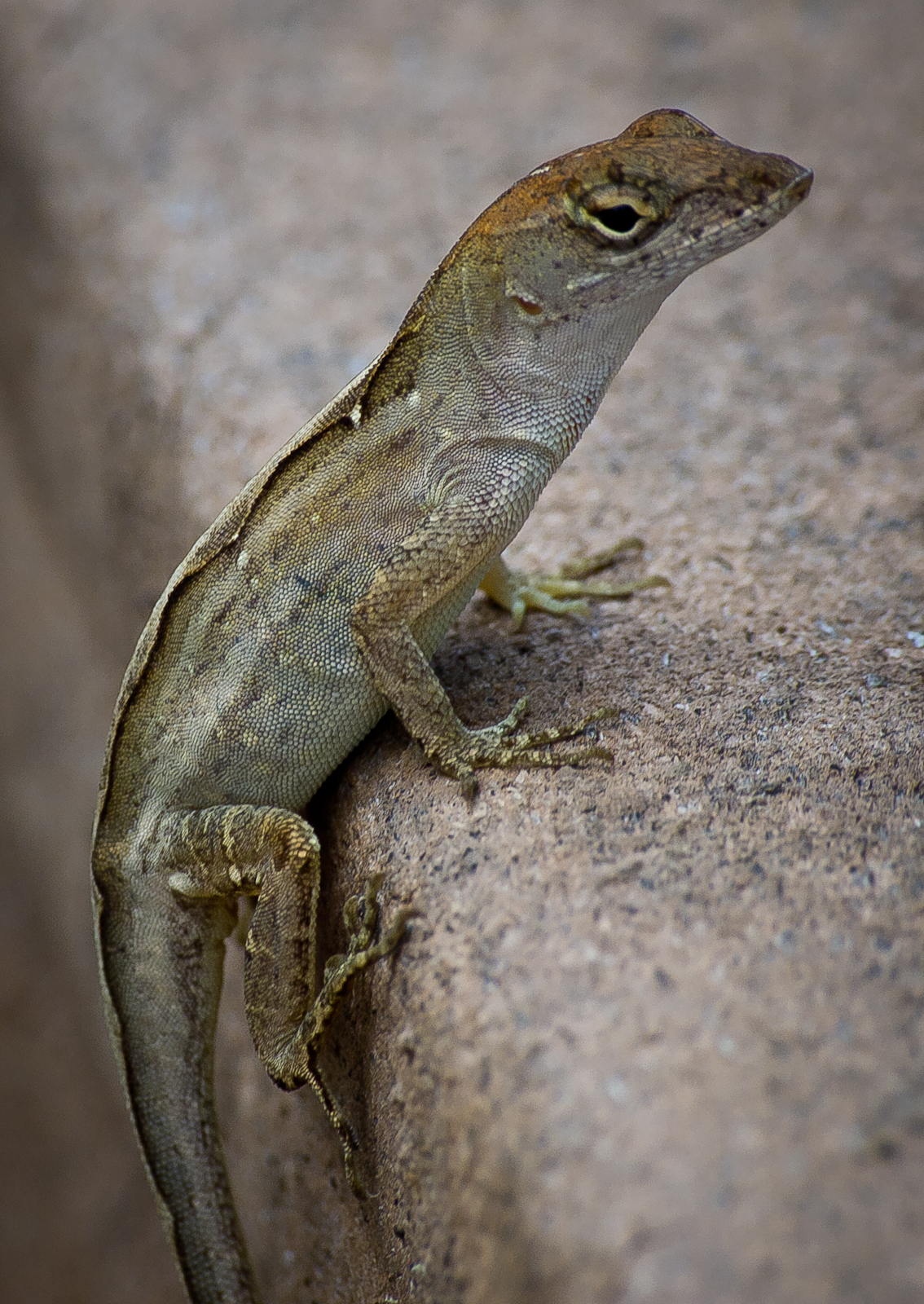
Anolis sagrei

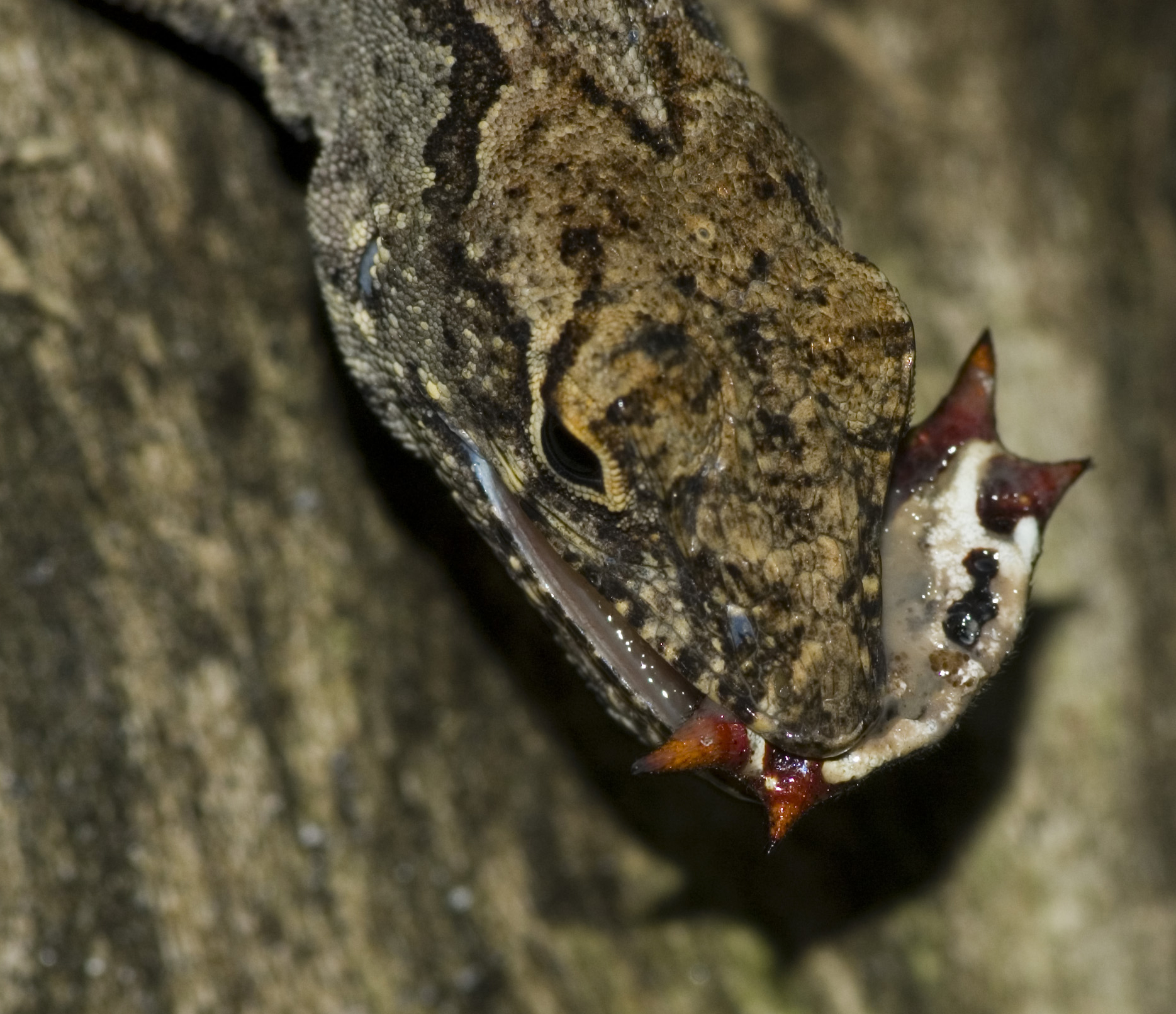
Anolis sagrei

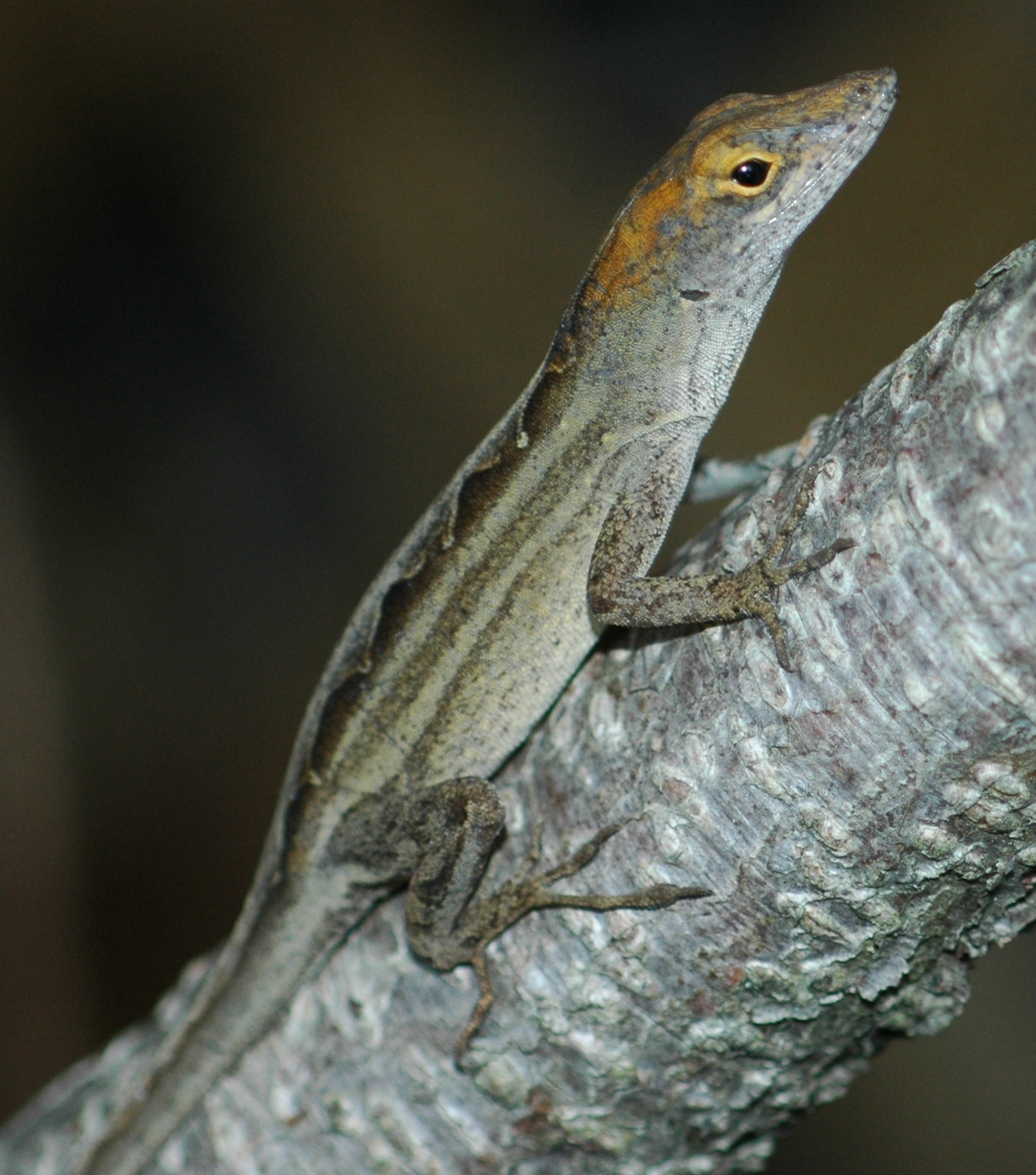
Anolis sagrei femelle

Les mâles mesurent jusqu'à 70 mm et les femelles jusqu'à 46 mm, sans la queue. Cette espèce est d'un marron clair à presque noir avec plusieurs rayures latérales plus claires, ainsi que des petites taches. La luminosité ainsi que le comportement et la température de l'animal modifient considérablement la coloration.
D'un individu a l'autre, les anoles bruns montrent une grande variété de couleurs et de motifs dorsaux. Comme d'autres représentant de ce genre, l'anole brun peut changer de couleurs, passant d'un brun clair à un marron très foncé, parfois allant jusqu'au noir. Par contre, il ne peut jamais devenir vert, contrairement à anole vert qui peut aller du vert au marron. Il est possible de différencier un anole vert dans sa phase marron avec l'anole brun en comparant les motifs dorsaux - le premier n'en ayant presque pas. L'observation du déploiement de la peau sous la gorge (le fanon gulaire) est un autre moyen de différencier ces deux anoles. Chez l'anole brun, le fanon gulaire est rouge bordé de jaune (voir photo) alors que celui de l'anole vert n'a pas de bordure jaune.

## Dimorphisme sexuel
L'anole brun montre un fort dimorphisme sexuel. Les mâles adultes ont un fanon gulaire rouge vif qui à l'état normal est replié mais qui peut être déployé pour attirer une femelle lors des temps des amours. Ce comportement peut aussi servir à intimider un mâle concurrent ou un prédateur, car avec sa gorge déployée, l'anole brun parait plus gros et menaçant. Les mâles d'un age plus avancé ont parfois une sorte de petite crête qui court le long du dos. La femelle est plus petite que le mâle, et sa coloration est différente : une ligne blanche longée de taches foncées en forme de triangle court le long de l'épine dorsale, alors que le mâle a simplement quelques taches. La femelle a aussi moins de taches latérales.

## Comportement
L'anole brun apprécie pouvoir grimper et se percher mais est plutôt terrestre. Athlétique, il court très vite et peut bondir de grandes distances pour échapper à un danger quelconque. Les mâles sont territoriaux et déploient souvent leurs gorges rouges afin de défendre leurs territoires contre l'intrusion d'un mâle concurrent. Le changement de couleur est aussi utilisé. En effet la couleur noire donne au mâle une apparence plus impressionnante et agressive lors de la défense de son territoire. En apercevant un danger, par contre, la peur va vite tourner le noir au marron. Les mâles exposent leurs gorges aussi pour séduire les femelles; ils utilisent cet ornement pour paraître plus gros. La cour a d'autres éléments : le mâle va hocher la tête et secouer la queue verticalement en petits mouvements brefs. Pour cette démonstration, le mâle va trouver une position élevée par rapport à la femelle et s'arrange pour être vu de profil.
Contrairement aux serpents qui perdent leur peau d'une seule pièce, la mue d'un anole se fait par morceaux. Il n'hésite pas à défaire des morceaux de peau en les arrachant avec sa gueule. Les anoles mangent ensuite leurs vieilles peaux car celles-ci offrent une source de minéraux sans avoir à dépenser la moindre énergie pour l'obtenir.

## Reproduction

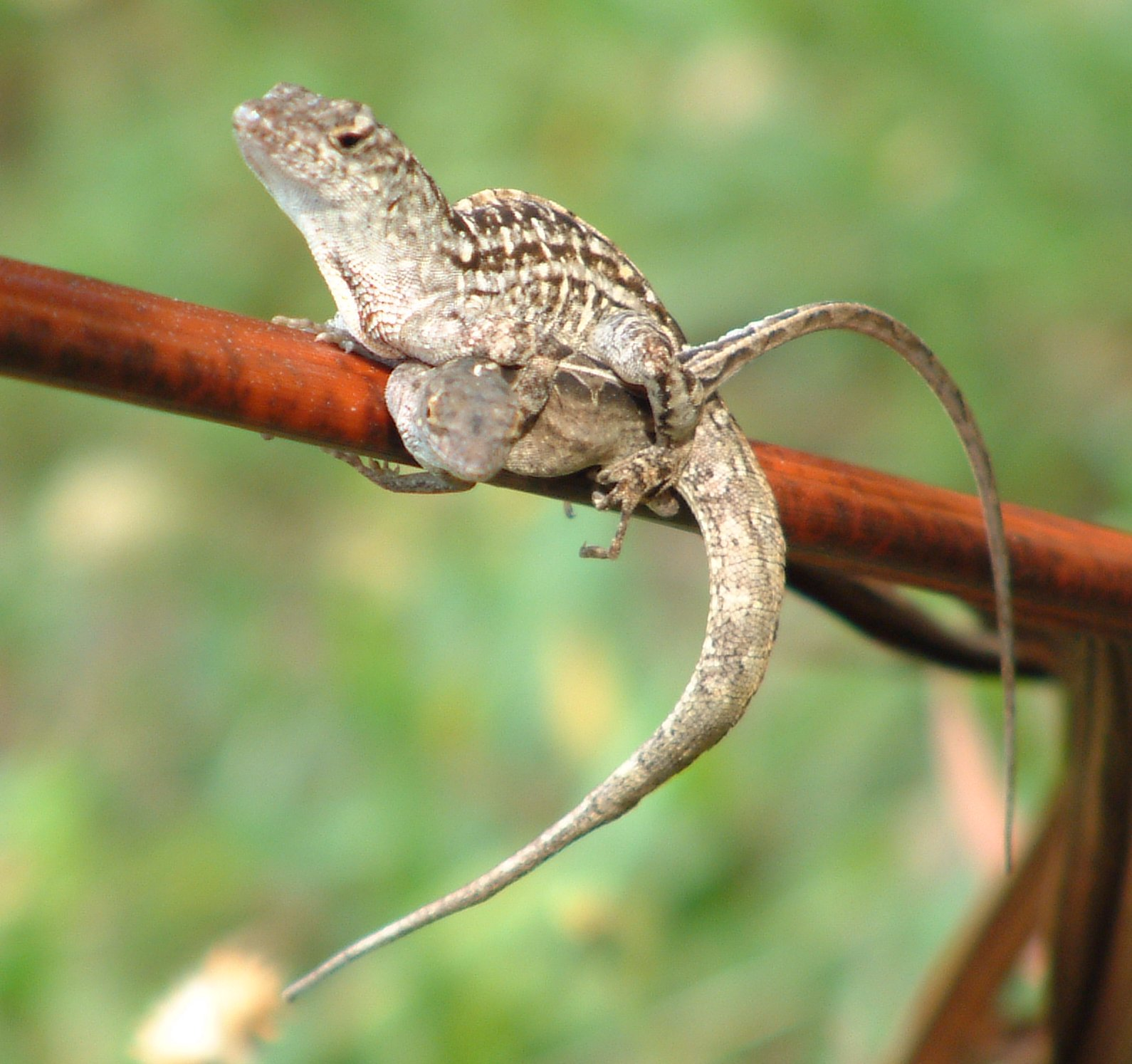
Reproduction de Anolis sagrei

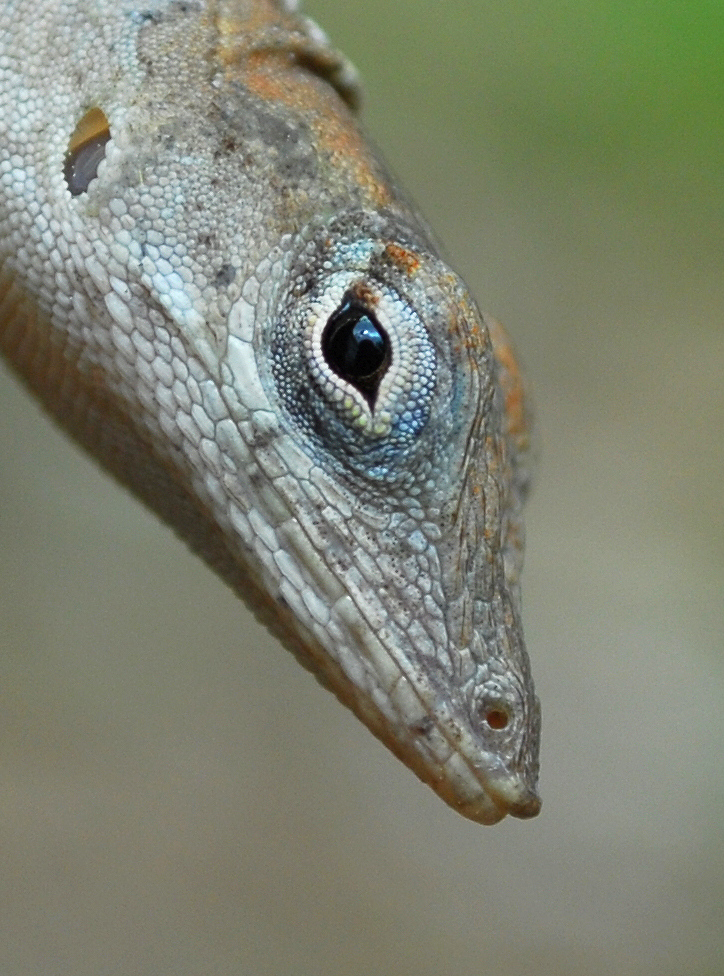
Anolis sagrei

La femelle dépose un seul œuf sous une litière de feuilles à peu près chaque semaine ou deux durant toute la saison de reproduction. Celle-ci peut durer l'année entière dans des régions tropicales, sinon elle varie en fonction de la durée de l'hiver. Les œufs font environ 1 cm de diamètre et sont de couleur blanche. L'éclosion a lieu 3 ou 4 semaines après la ponte.

## Alimentation
L'anole brun se nourrit essentiellement d'insectes et d'araignées, mais peut parfois attraper des lézards plus petits. Comme supplément, il lui arrive de lécher le jus de fruits ouverts ou le nectar de certaines fleurs ainsi que de manger des petits fruits.

## Liste des sous-espèces
Selon The Reptile Database (12 avril 2012) :
- Anolis sagrei greyi Barbour, 1914
- Anolis sagrei mayensis Smith & Burger, 1949
- Anolis sagrei sagrei Duméril & Bibron, 1837

## Taxinomie
Les sous-espèces Anolis sagrei nelsoni, Anolis sagrei luteosignifer et Anolis sagrei ordinatus ont été élevées au rang d'espèce.

## Étymologie
Cette espèce est nommée en l'honneur de Ramón de la Sagra (1801–1871).

## Publications originales
- Duméril & Bibron, 1837 : Erpétologie Générale ou Histoire Naturelle Complète des Reptiles. Librairie. Encyclopédique Roret, Paris, vol. 4, p. 1-570 (texte intégral).
- Barbour, 1914 : A Contribution to the Zoögeography of the West Indies, with Especial Reference to Amphibians and Reptiles. Memoirs of the Museum of Comparative Zoölogy, vol. 44, no 2, p. 205-359 (texte intégral).
- Smith & Burger 1949 : A new subspecies of Anolis sagrei from the Atlantic coast of tropical America. Anales del Instituto de Biologia Mexico,, vol. 20, no 1-2, p. 407-410.